# Саудек, Ян
Ян Саудек (чеш. Jan Saudek; род. 13 мая 1935, Прага) — культовый чешский фотохудожник еврейского происхождения. Известен благодаря своим смелым и шокирующим работам. Имеет собственные выставки в более чем 400 городах мира.

## Биография
Из еврейской семьи, многие члены которой погибли в Терезине; Ян с братом-близнецом Карелом были заключены в детский лагерь. Саудек был одним из первых чешских фотографов, работы которого стали известны в странах Запада, и в результате этого он был под подозрением у чешских властей вплоть до 1980-х гг. Его фотографии, сначала черно-белые, далее цветные, касаются сексуальности и взаимоотношений между мужчиной и женщиной, старостью и молодостью, одеждой и обнаженностью. Для достижения мощных живописных эффектов Саудек применял антагонистический подход. Иногда Ян использует сильный образ, который напоминает грубую непристойность средневековой сексуальной жизни, монотонная атмосфера его снимков усиливала впечатление.
В 1950 году впервые взял в руки фотоаппарат.
С 1952 по 1983 год работал в типографии.
В 1990 году награждён французским Орденом Искусств и литературы.
Брат-близнец — иллюстратор комиксов Карел Саудек.